# Nilus spadicarius
Nilus spadicarius är en spindelart som först beskrevs av Simon 1897.  Nilus spadicarius ingår i släktet Nilus och familjen vårdnätsspindlar. Inga underarter finns listade i Catalogue of Life.